# Eugenia Tenenbaum
Eugenia Tenenbaum (Santiago de Compostela, 1996) es una historiadora del arte, comunicadora cultural, autora y activista española.

## Trayectoria
Tenenbaum tomó su seudónimo de la película The Royal Tenenbaums de Wes Anderson. Comenzó su trabajo como publicista en redes sociales y en 2022 publicó su primer libro La mirada inquieta, en el que introduce la perspectiva de género en el mundo del arte. En su trabajo como publicista también trata temas como la literatura, el feminismo, el lesbianismo y la mujer.
En 2024 recibió El Premio de El Club de las 25 en su XXVII edición por su labor de divulgación con perspectiva de género, otorgado por la asociación El Club de las 25.

## Obras
- La mirada inquieta (2022)[7]
- Las mujeres detrás de Picasso (2023)[7]Premios El Club de las 25 .

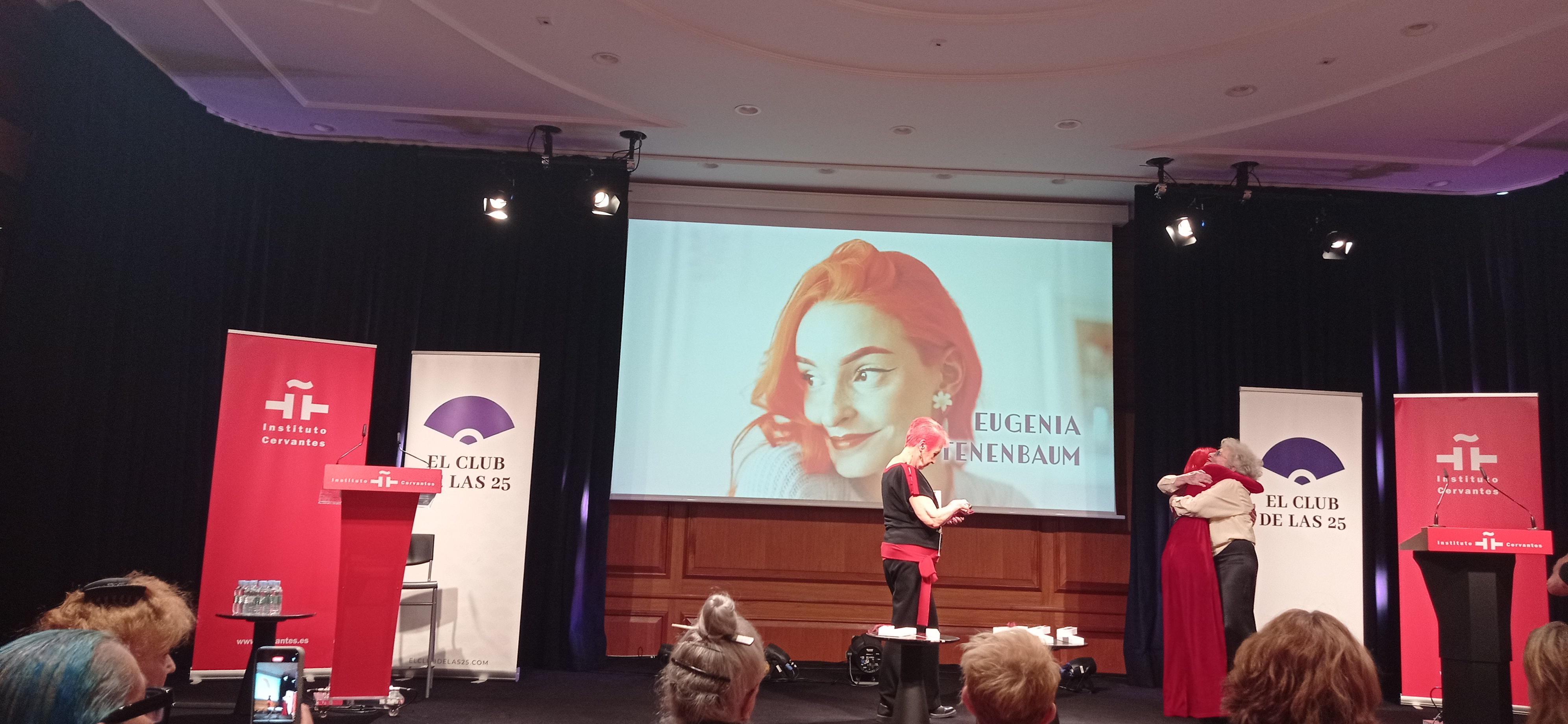
Premios El Club de las 25.